# Xian de Gangu
Le xian de Gangu (甘谷县 ; pinyin : Gāngǔ Xiàn) est un district administratif de la province du Gansu en Chine. Il est placé sous la juridiction de la ville-préfecture de Tianshui.
La prison de Gangu se trouve à Zhuweicu, qui appartient au district de Gangu.

## Démographie
La population du district était de 570 318 habitants en 1999.

### Sources
- (en) Laogai handbook